# Drohobytch
Drohobytch (en ukrainien : Дрого́бич) ou Drogobytch (en russe : Дрогобыч ; en polonais : Drohobycz ; en yiddish : דראָביטש) est une ville de l'oblast de Lviv, en Ukraine, et le centre administratif du raïon de Drohobytch. Sa population s'élevait à 79 000 habitants en 2024.

## Géographie
Drohobytch est située au point de confluence de la Tysmenytsia et de son affluent, la Seret, à 64 km au sud-ouest de Lviv.

## Histoire
Drohobytch existait probablement déjà à l'époque de la Rus' de Kiev. Selon une légende, il y avait un établissement de marchands de sel appelé Bytch. Lorsque Bytch fut détruit dans des raids de Coumans, les survivants reconstruisirent le village à proximité, sous le nom actuel qui signifie le second ou un autre Bytch. À l'époque de la Rus' de Kiev, la forteresse de Toustan fut bâtie près de Drohobytch. Toutefois, les historiens regardent cette légende avec scepticisme, soulignant que Drohobytch est une prononciation polonaise de Dorogobouj, un toponyme slave oriental très courant, qui est appliqué à trois villes différentes de la Rus' de Kiev.
Drohobytch est mentionné pour la première fois dans les registres municipaux de Lviv en 1387, en relation avec un certain Martin (ou Marcin) de Drohobytch. Ladislas II Jagellon ordonna en 1392 la construction de la première cathédrale catholique latine (Kosciół farny) en utilisant les structures d'anciens bâtiments ruthènes. Dans la république des Deux Nations (Pologne-Lituanie), la ville était le centre d'un grand district (starostvo) rural de la voïvodie de Ruthénie. Drohobytch reçut des privilèges urbains (droit de Magdebourg) au XVe siècle (les sources divergent quant à l'année exacte : 1422, 1460 ou 1496, mais en 1506 le droit fut confirmé par le roi Alexandre Ier Jagellon). Aux XIVe et XVIe siècles, la ville fut un important centre de l'industrie du sel. Dès le début du XVIIe siècle, la fraternité catholique ukrainienne existait dans la ville.
En 1648, au cours de l'Insurrection de Khmelnytsky, les Cosaques prirent la ville d'assaut ainsi que sa cathédrale. La plupart des habitants polonais, ainsi que les uniates et les Juifs, furent assassinés ; certains, réfugiés dans le clocher, qui résista à l'attaque, survécurent. La partition de la Pologne de 1772 attribua la ville à l'empire d'Autriche.
Après la Première Guerre mondiale, la région revint à la deuxième république de Pologne ; elle se trouvait dans la voïvodie de Lwów. En 1928, un lycée privé ukrainien encore en activité ouvrit dans le centre de la ville. La ville avait alors environ 40 000 habitants. Grâce au développement de l'industrie pétrolière en Galicie orientale, sa raffinerie était l'une des plus grandes d'Europe, employant 800 personnes. De nombreux visiteurs venaient admirer les belles églises gréco-catholiques en bois, dont l'église de Saint-Tour, considérée la plus belle, avec des fresques de 1691. Drohobytch était également un grand centre sportif.
En septembre 1939, lorsque le territoire polonais de l'entre-deux-guerres fut partagé entre l'Allemagne nazie et l'Union soviétique, la ville fut annexée par l'URSS, qui la rattacha à la république socialiste soviétique d'Ukraine. Drohobytch devint alors le centre administratif de l'oblast de Drohobytch. Au début du mois de juillet 1941, pendant les premières semaines de l'invasion nazie de l'Union soviétique, la ville fut occupée par l'Allemagne nazie. Comme Drohobytch avait une importante population juive, le ghetto de Drohobytch y fut créé. Environ 10 000 Juifs y furent enfermés. Une partie des Juifs y moururent de mauvaises conditions et du travail forcé, une autre lors d'exécutions dans la forêt de Bronicki le 21 et le 30 mai 1943, et la majorité dans le camp d'extermination de Bełżec.
Le 6 août 1944, Drohobytch fut libérée de l'occupation nazie par l'Armée rouge. Après la guerre, la ville resta d'abord le centre de l'oblast de Drohobytch, qui fut finalement rattachée à l'oblast de Lviv en 1959.
À l'époque soviétique, la ville de Drohobytch devint un important centre industriel de l'Ukraine occidentale, avec le raffinage du pétrole, la construction mécanique, l'industrie du bois et des industries légères.

## Monuments et bâtiments remarquables
- Musée de Drohobytch,
- Église Saint-Georges de Drohobytch.

## Population

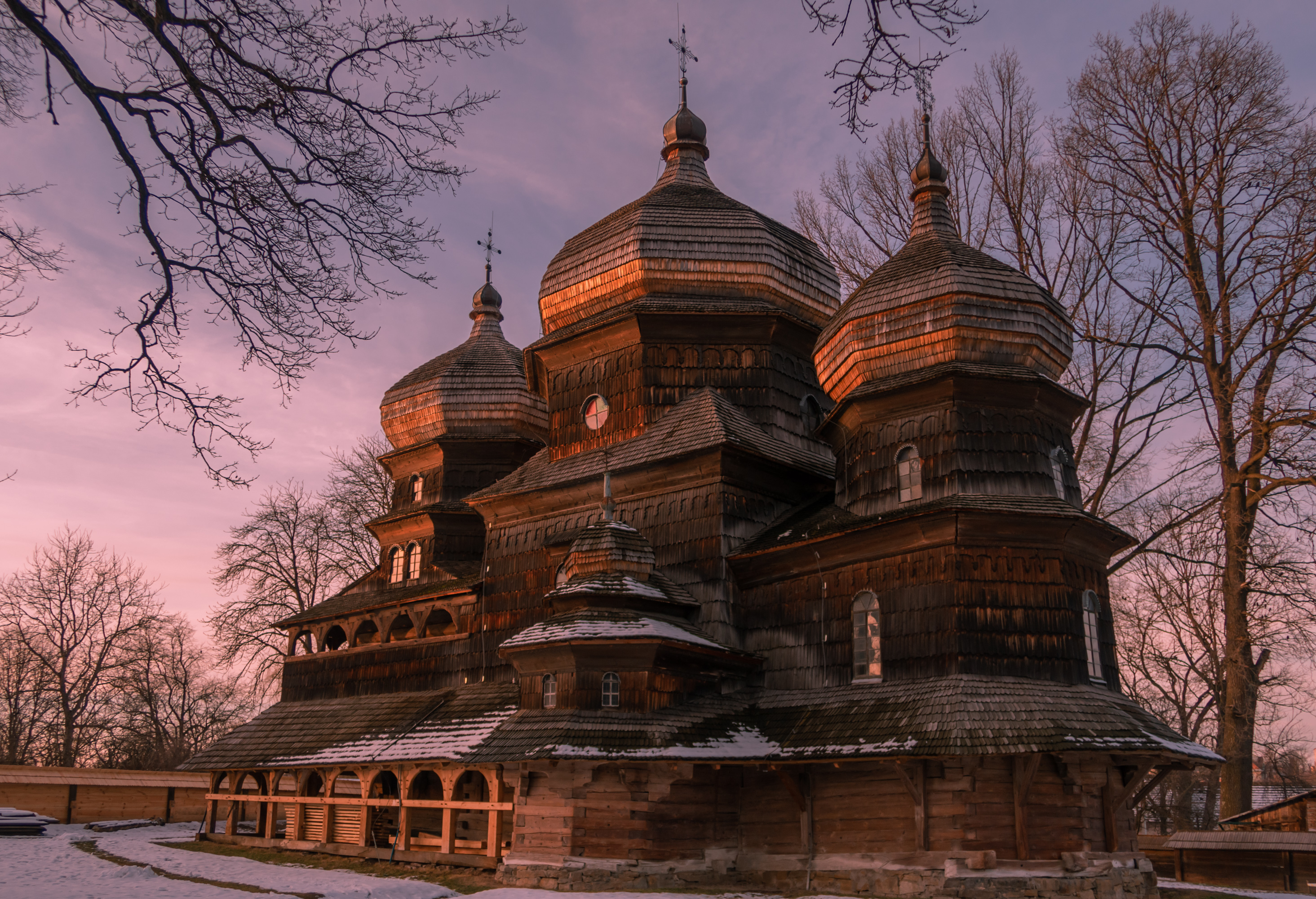
Église Saint-Georges de Drohobytch. Février 2020.

### Démographie
Recensements (*) ou estimations de la population :
| 1851   | 1857   | 1869*  | 1900   | 1921   | 1926*  | 1939   |
| ------ | ------ | ------ | ------ | ------ | ------ | ------ |
| 11 989 | 11 324 | 16 884 | 19 400 | 26 756 | 26 700 | 32 700 |

| 1959*  | 1970*  | 1979*  | 1989*  | 2001*  | 2011   | 2012   |
| ------ | ------ | ------ | ------ | ------ | ------ | ------ |
| 42 145 | 56 048 | 65 998 | 77 571 | 79 119 | 77 624 | 77 142 |

| 2013   | 2014   | 2015   | 2016   | 2017   | 2018   | 2019   |
| ------ | ------ | ------ | ------ | ------ | ------ | ------ |
| 77 080 | 76 866 | 76 795 | 76 686 | 76 702 | 76 375 | 76 044 |

### Nationalités
Depuis la Seconde Guerre mondiale, la composition ethnique de Drohobytch a considérablement évolué. Les Juifs et les Polonais, qui représentaient les trois quarts de la population avant la guerre, n'en représentent plus qu'une part minime, remplacés par des Russes et surtout par des Ukrainiens.
|            | Recensement de 1869 | Recensement de 1939 | Recensement de 1970 | Recensement de 2001 |
| ---------- | ------------------- | ------------------- | ------------------- | ------------------- |
| Ukrainiens | 28,7 %              | 26,3 %              | 70,0 %              | 93,0 %              |
| Polonais   | 23,2 %              | 33,2 %              | 3,0 %               | 0,5 %               |
| Juifs      | 47,7 %              | 39,9 %              | 3,0 %               | —                   |
| Russes     | —                   | —                   | 22,0 %              | 4,4 %               |

## Personnalités
- Youri Drohobytch (1450–1494) : astronome, astrologue, médecin et philosophe ukrainien établi en Italie, a été recteur de l'Université de Bologne.
- Wenceslas Rzewuski (1705-1779) : magnat et hetman polonais.
- Maurycy Gottlieb (1856–1879) : peintre polonais.
- Alicia Adams (1924-) : peintre polonaise
- Ivan Franko (1856-1916) : écrivain et poète ukrainien.
- Hryhorij Kossak (1882-1932) : commandant militaire ukrainien.
- Ignace Tiegerman (1893–1968) : pianiste polonais.
- Elisabeth Bergner (1897-1986) : actrice austro-britannique.
- Michał Karaszewicz-Tokarzewski, général polonais.
- Ephraim Moses Lilien (1874-1925): peintre juif-allemand, sioniste, actif en Allemagne et en Palestine.
- Bruno Schulz (1892-1942) : écrivain, dessinateur, graphiste et critique littéraire polonais.
- David Horovitz (1899-1979) : économiste israélien, premier gouverneur de la Banque d'Israël.
- Shin Shalom (Yossef Shalom Shapira, 1905-1995) : poète hébreu israélien.
- Tadeusz Chciuk (1916-2001) : envoyé spécial du Gouvernement polonais en exil, parachuté en Pologne en 1941 en tant que Cichociemni, auteur entre autres de Białi Kurierzy (Courriers blancs), héros national de la Pologne[3].
- Wladyslaw Chciuk (1915-2006) : frère du précédent, pilote de chasse pendant la Campagne de Pologne (1939), la Bataille de France au GC III/1, puis au 308 Squadron polonais durant la Bataille d'Angleterre. Émigré aux États-Unis[4].
- Andrzej Chciuk (1920-1978), frère des précédents, écrivain, émigré en Australie.
- Volodymyr Bileka (°1979) : coureur cycliste ukrainien.
- Yaroslav Popovych (°1980) : coureur cycliste ukrainien.
- Viktor Felixovitch Vekselberg (°1957) : homme d'affaires russe.

## Jumelages
- Buffalo (États-Unis)
- Legnica (Pologne)
- Olecko (Pologne)
- Ostrzeszów (Pologne)
- Dęblin (Pologne)